# 卡塔里耶
卡塔里耶（Katariya），是印度北方邦Ambedaker Nagar县的一个城镇。总人口3888（2001年）。

## 人口
该地2001年总人口3888人，其中男性2107人，女性1781人；0—6岁人口517人，其中男279人，女238人；识字率68.60%，其中男性为75.61%，女性为60.30%。